# 都城警察署
都城警察署（みやこのじょうけいさつしょ）は、宮崎県警察所管の警察署。署長の階級は警視。現庁舎は、1957年（昭和32年）に開庁した建物は日本で最古の警察庁舎となっている。

## 所管区域
- 都城市（夏尾町のうち御池及びその水際より200mの区域を除く）
- 北諸県郡

## 所在地
- 宮崎県都城市東町4街区17号

### 庁舎
1957年（昭和32年）3月に完成した庁舎は日本国内最古の警察庁舎となっている。建築当初は2階建てだったが、1980年に4階建てとなり留置施設を増築。さらに2002年にも庁舎の一部を増築した。1997年に改正建築基準法の新耐震基準に合わせて補強工事が行われた。

### 新庁舎計画
1957年3月に完成した庁舎にはエレベーターがなく、車いす利用者への応対が1階に限られるなどバリアフリー化も進んでおらず、相談室や駐車場も他の同規模署に少なく規模が小さかった。また毎年のように雨漏りが発生するなど老朽化が進んだため建て替えられることになった。
そのため、2024年に現地で建て替えの方針となり、現庁舎を運用しながら、講堂や倉庫などの区画に新庁舎を建設する。2031年の完成を予定している。

## 沿革
- 1954年 - 警察法の施行により、都城市警察に代わる形で設置。

## 交番
- 祝吉交番（都城市祝吉1丁目23番地6）
- 上町交番（都城市上町14街区11号）
- 沖水交番（都城市都北町3616番地4）
- 鷹尾交番（都城市鷹尾2丁目3街区10号）
- 高崎交番（都城市高崎町大牟田1247番地99）
- 高城交番（都城市高城町穂満坊100番地5）
- 花繰交番（都城市花繰町20号6番地）
- 三股交番（北諸県郡三股町五本松11番地7）
- 都城駅前交番（都城市栄町4477番地5）

## 駐在所
- 有水駐在所（都城市高城町有水262番地2）
- 乙房駐在所（都城市乙房町1594番地）
- 志和地駐在所（都城市上水流町1531番地3）
- 庄内駐在所（都城市庄内町8610番地1）
- 蓼池駐在所（北諸県郡三股町大字蓼池3515番地7）
- 谷頭駐在所（都城市山田町中霧島3262番地1）
- 西岳駐在所（都城市高野町3012番地4）
- 前田駐在所（都城市高崎町前田687番地1）
- 中郷駐在所（都城市安久町6728番地3）
- 山田駐在所（都城市山田町山田3879番地3）
- 山之口駐在所（都城市山之口町花木2000番地1）
駐在員夫婦が共に警察官であることで話題になった[3]。
- 横市駐在所（都城市横市町81番地4）

## 検問所
- 大岩田検問所（都城市大岩田町）

## 主な未解決事件
- 都城老女殺人遺棄事件[4]